# جوانا كول
جوانا كول (بالإنجليزية: Joanna Cole)‏ هي أمينة مكتبة وكاتِبة وكاتبة للأطفال أمريكية، ولدت في 11 أغسطس 1944 في نيوآرك في الولايات المتحدة.

## وصلات خارجية
- جوانا كول على موقع IMDb (الإنجليزية)
- جوانا كول على موقع ديسكوغز (الإنجليزية)
- جوانا كول على موقع قاعدة بيانات الفيلم (الإنجليزية)